# ディアトロフ・インシデント
『ディアトロフ・インシデント』（原題：Devil's Pass / The Dyatlov Pass Incident）は、2013年制作のアメリカ合衆国・イギリス・ロシアのSF・ホラー映画。レニー・ハーリン監督。
1959年にソ連（当時）のウラル山脈で実際に起きたディアトロフ峠事件を題材としており、ドキュメンタリー映画の制作に乗り出した5人のアメリカ人学生が現地で遭遇する恐怖体験を、ファウンド・フッテージの用法で描く。

## あらすじ
心理学を専攻するホリーは、研究テーマとして「ディアトロフ峠事件における遭難被害者の心理の究明」を与えられる。取材のために学内からクルーを集めたホリーら5人のチームは、ウラル山脈、ホラート・シャフイル山の遭難現場へ向かう。
一行は、道中不可解な現象に見舞われるもなんとか現場に到着する。しかし、遭難現場でのキャンプ中に突如として雪崩が発生してクルーのデニーズは死亡し、アンディは脚に大けがを負ってしまう。救助を待つ4人の前に彼らを捕えようとロシア軍兵が現れるが、アンディの機転でホリー、ジェンセン、J・Pの3人は山中の扉の奥へ逃れる。そこには、旧ソ連軍の実験施設が広がっていた。

## キャスト
※括弧内は日本語吹き替え。
- ホリー - ホリー・ゴス（白石涼子）
- ジェンセン - マット・ストーキー（川島得愛）
- J・P - ルーク・オルブライト（丸山壮史）
- アンディ - ライアン・ホーリー（岡本未来）
- デニーズ - ジェマ・アトキンソン（長尾明希）